# Boys Again
Boys Again és una pel·lícula muda de la Éclair American distribuïda per la Universal Film Manufacturing Company i protagonitzada per Guy Oliver, Lamar Johnstone i John G. Adolfi. La pel·lícula, d’una bobina, es va estrenar el 8 d’agost de 1912.

## Argument
John Lyons decideix marxar en cotxe de vacances. Passant pel seu poble natal, que fa quinze anys que no visita, té una avaria. En aquell moment apareixen dos vells companys i el convencen perquè s'uneixi a ells ja que l'automòbil no es podrà arreglar fins l’endemà. Bassit els proposa d’anar a pescar. Acaben caient a l'aigua, dinar i tot. Després van a un hort i Lyons s'enfila a una pomera. La senyora Brown, una pagesa veu els lladres i els persegueix, deixant Lyon a l'arbre. Un gos esquinça els pantalons de Bassit, però Lyons s'allunya i cau tip de riure al costat de la carretera. Aleshores sent una noia que plora en llegir una carta que ha rebut del seu amant en la que li diu que la fàbrica ha estat tancada i que hauran d'esperar per casar-se. Lyons és l’amo de la fàbrica i descobreix que la noia és filla d'un antic company de jocs i promet els problemes de la fàbrica. Va a l'oficina de telègrafs i telefona al gerent per rescindir l'ordre de tancament i augmentar els salaris un 5 per cent. Dos dies després se'n va a casa i es troba amb els feliços amants a la carretera i segueix el seu camí com un home més feliç i millor.

## Repartiment
- Guy Oliver (John Lyons)
- Lamar Johnstone (Arthur Dean)
- John G. Adolfi (Bassit)
- Julia Stuart (senyora Brown)
- Robert Frazer (Arthur Prince)
- John Troyano (nen dels encàrrecs)
- Barbara Tennant (Mary Moore)
- Mathilde Baring (botiguera)